# Svea
För andra betydelser, se Svea (olika betydelser).
Svea är ett kvinnonamn med svenskt ursprung och sedan slutet av 1600-talet, i form av Moder Svea, använt som en symbol för landet Sverige.
Det tidigaste belägget för att Svea börjat användas som förnamn är från 1818 och kan höra samman med Esaias Tegnérs dikt med detta namn från 1811. Svea var populärt årtiondena före och efter förra sekelskiftet då namnet förmodligen tillhörde 20-i-topp. De senare decennierna på 1900-talet fick endast enstaka flickor i varje årskull namnet som tilltalsnamn. Sekelskiftet har möjligtvis inneburit en vändpunkt och namnet är nu åter på väg uppåt i topplistorna. 
Den 31 december 2012 fanns det totalt 10 998 personer i Sverige med namnet, varav 5 262 med det som tilltalsnamn. År 2009 fick 187 flickor namnet, vilket gav Svea plats 71 på listan över de 100 vanligaste tilltalsnamnen på flickor 2009.
Namnsdag: i Sverige den 2 januari (sedan 1901). I den finlandssvenska namnsdagslängden har Svea namnsdag 6 november sedan 2015. Före det hade Svea namnsdag 14 augusti 1929–2014.

## Personer med namnet Svea
- Svea Dahlqvist (1884–1969), svensk sångerska och skådespelare
- Svea Frisch-Kåge (1898–1991), svensk författare (som Kristina Lindstrand)
- Svea Holst (1901–1996), svensk skådespelare
- Svea Kågemark (född 1999), svensk sångerska (SVEA)
- Svea Peters (1872–1928), svensk skådespelare
- Svea Textorius (1877–1926), svensk operettskådespelare och sångare
- Svea Tyndal (1907–1999), svensk tonsättare

## Fiktiva figurer med namnet Svea
- Svea Olsson, Bert-serien, Berts mormor